# Hemistola nemoriata
Hemistola nemoriata är en fjärilsart som beskrevs av Otto Staudinger 1897. Hemistola nemoriata ingår i släktet Hemistola och familjen mätare. Inga underarter finns listade i Catalogue of Life.